# 卡克马同提尼湖
卡克马同提尼湖（波斯語：‎，羅馬化：Kōl-e Chaqmaqtīn），又译作“切克马廷湖”，是阿富汗最东部靠近与塔吉克斯坦和中国国界的高原湖泊。

## 地理
该地位于瓦罕走廊最东端的小帕米尔山谷的西端。“帕米尔”意指高山间的平地。东西长9 km，南北宽2 km。该湖靠近分水岭上。
该湖东侧的高原沼泽湖群是阿克苏河（Aksu或Aq Su）的河源，该河东流后再往北流与东北流的苏里斯提克河在Tokhtamysh汇合，称穆尔加布河。穆尔加布河经过穆尔加布，经过萨雷兹湖后称巴尔坦格河，在Rushon附近注入喷赤河。
该湖西侧很近距离发源的布扎依达里亚河(Bozai Darya，也称小帕米尔河)向西流15km，在居民点在布扎依贡巴德(Baza'i Gonbad)汇入瓦根基河，成为瓦罕河。
该湖的成因为高原冰川湖。 